# Galvano
Galvano ist die Bezeichnung eines beim Holzstich und Holzschnitt gebräuchlichen Verfahrens zur Erhöhung der Auflage.
Um den hölzernen Druckstock zu schonen, wird von ihm mit einem elektrochemischen Verfahren eine Faksimile-Druckform erstellt und diese Matrize statt des Original-Druckstocks für den Druck der eigentlichen Auflage verwendet. Zwar sind die so hergestellten Abdrucke kaum von Abzügen der Originalplatte zu unterscheiden, sie werden jedoch trotzdem nicht als Originalgraphik aufgefasst (siehe dazu auch Grafik, Kapitel Original und Reproduktion).
Als Galvano wird außerdem eine Münz- oder Medaillenkopie bezeichnet. Ein Beispiel ist der seltene Taler, der Alleinprägungen Johann Friedrichs II. von Sachsen. Meist werden Galvanos nur von sehr großen, seltenen und teuren Objekten gemacht und sollen Lücken in Sammlungen schließen. Hierzu wird zuerst ein Abdruck der Vorder- und der Rückseite in feinstem Modellgips gemacht. Anschließend wird die Gipsform z. B. mit Wachs ausgegossen. Der positive Wachsabdruck wird nun mit Graphitpulver elektrisch leitend gemacht und anschließend die Graphitoberfläche des Wachsmodells verkupfert, versilbert oder vergoldet. Man kann jedoch auch direkt vom graphierten Negativ-Abdruck ausgehen. Jetzt werden die beiden elektrolytisch gewonnenen Metallfolien, die ein Abbild der kopierten Münze vom Avers und Revers sind, nach dem Stopfen mit Blei sorgfältigst verlötet und der Rand abschließend geglättet. Galvanos unterscheiden sich meist durch die fehlende Randschrift, das abweichende Gewicht, die etwas geringere Prägeschärfe sowie durch den dumpfen Klang des Bleikerns vom Original. Darüber hinaus sollten gute Galvanos noch eine Kennzeichnung haben.
Auch bei historischen Phonographenwalzen werden Galvanos verwendet, um die kostbaren Originale zu schützen.